# Radikal 19
Das Radikal 19 mit der Bedeutung „Kraft“ ist eines von 23 traditionellen Radikalen der chinesischen Schrift, die mit zwei Strichen geschrieben werden. Mit 47 Zeichenverbindungen in Mathews’ Chinese-English Dictionary nimmt es eine mittlere Häufigkeit ein.
Das Radikal Kraft nimmt nur in der Langzeichen-Liste traditioneller Radikale, die aus 214 Radikalen besteht, die 19. Position ein. In modernen Kurzzeichen-Wörterbüchern kann es sich an ganz anderer Stelle finden. Im Neuen chinesisch-deutschen Wörterbuch aus der Volksrepublik China steht es zum Beispiel an 28. Stelle.
Das Zeichen ist ähnlich dem Katakanazeichen カ „ka“.
Die Orakelknochenform dieses Zeichens stellt einen gebogenen Arm dar.
Die dem Radikal 力 zugeordneten Zeichen haben meist mit Kraft und deren Einsatz zu tun wie zum Beispiel:
| Zeichen | Erklärung                                                                                        |
| ------- | ------------------------------------------------------------------------------------------------ |
| 功      | Leistung                                                                                         |
| 劣      | Unterlegen hat etwas mit Kraft zu tun. Es setzt sich zusammen aus 少 (= wenig) und 力 (= Kraft). |
| 勇      | tapfer                                                                                           |
| 男      | männlich, 力 = Kraft und 田 = Feld                                                               |

## Schriftzeichenverbindungen, die vom Radikal 19 regiert werden
| Striche | Zeichen                                                |
| ------- | ------------------------------------------------------ |
| +0      | 力                                                     |
| +01     | 劜                                                     |
| +02     | 劝 办                                                  |
| +03     | 功 加 务 劢                                            |
| +04     | 劣 劤 劥 劦 劧 动 攰                                   |
| +05     | 助 努 劫 劬 劭 劮 劯 劰 励 劲 劳 労                    |
| +06     | 劵 劶 劷 劸 効 劺 劻 劼 劽 劾 势                       |
| +07     | 勀 勁 勂 勃 勄 勅 勆 勇 勈 勉 勊 勋 巭                 |
| +08     | 勌 勍 勎 勏 勐 勑                                      |
| +09     | 勒 勓 勔 動 勖 勗 勘 務 勚                             |
| +10     | 勛 勜 勝 勞 (勤, japanische Schreibweise)              |
| +11     | 募 勠 勡 勢 勣 勥 勦 勧 (勤, chinesische Schreibweise) |
| +12     | 勨 勩 勪 勫 勬 勭                                      |
| +13     | 勮 勯 勰 勱 勲                                         |
| +14     | 勳                                                     |
| +15     | 勴 勵 勶                                               |
| +17     | 勷                                                     |
| +18     | 勸                                                     |

 Im Unicodeblock Kangxi-Radikale ist das Radikal 19 unter der Codepointnummer 12.050 (U+2F12) codiert.